# Partido Independiente de Color
El Partido Independientes de Color fue un partido político fundado en Cuba por Evaristo Estenoz el 7 de agosto de 1908.

## Historia
Fue fundado en el número 63 de la calle Amargura en la ciudad de La Habana, teniendo como proclama principal la idea de José Martí de tener «una República con todos y para el bien de todos». Se levantó en acta formal que el presidente de la agrupación sería Esternoz y el puesto de secretario sería ocupado por Gregorio Surín, así como las causas por las cuales había sido constituida la organización. 
Se dirigió la solicitud de inscripción a Enoch Crowder, presidente de la Junta Electoral durante la intervención norteamericana, y la misma fue aprobada. Como primer objetivo se plantearon la participación en las elecciones del 14 de noviembre de ese año. Se creó el periódico Previsión como órgano del partido. El 15 de agosto de 1908 en La Habana tuvo lugar el primer mitin público, en la plaza del Cristo.
Entre los hechos más relevantes está el Levantamiento Armado de los Independientes de Color de 1912, que supuso el inicio de un conflicto armado contra el gobierno de la época, y que acabó con la masacre de sus miembros y desaparición del partido.

## Ideario
El programa del partido abarcaba 5 temas principales: derechos obreros, derechos ciudadanos, nacionalismo, instrucción pública, jurídica y tierra a los campesinos. Los Independientes de Color demandaban la repatriación por cuenta del Estado de todos los cubanos que quisieran regresar al país y estuvieran carentes de medios, la revisión de los expedientes de propiedad hechos efectivos durante la primera intervención norteamericana, la nacionalización del trabajo mediante ley que garantizase la admisión de cubanos con prefencia a los extranjeros, la distribución en colonias de las tierras del Estado para los que careciesen de recursos, leyes para regular el trabajo infantil, seguros contra accidentes de trabajo, enseñanza gratuita y obligatoria, incluyendo la universitaria, juicios por jurado constituidos por ciudadanos de ambas razas, así como la oposición a la pena de muerte por entender que las personas de raza negra tenían menos probabilidades de escapar a la pena que los blancos.